# MPE Agapé Pünkösdi Gyülekezet
A Magyar Pünkösdi Egyházhoz (MPE) tartozó Agapé Pünkösdi Gyülekezet története a két világháború közötti időszakig nyúlik vissza: 1934. augusztus 5-től számítódik a gyülekezet "hivatalos" megalapítása. Az Orczy úton rendszeresen összejöveteleket tartó házi csoport tagja 1934 tavaszán vásárolták meg és hozták rendbe a VII. kerület Aréna út 7. - később XIV., Dózsa György út 7. - szám alatti ház belső udvarában lévő épületet, ami valamikor lovaglóterem volt, majd a zsidó hitközségé lett, és étkeztetésre használták. A többször felújított - és most is átépítésre váró - épület a mai napig is otthont ad a gyülekezetnek.
Az MPE Agapé Pünkösdi Gyülekezet nem azonos az Agapé Gyülekezettel.

## Történet

### 1934–1959
A közösség 1932-1934 között jött létre és Tomi József vezetésével formálódott valódi gyülekezetté. Az Orczy útról az akkori Aréna u. 7-be 1934. augusztus 5-én költözött a gyülekezet – ez az időpont tekinthető a mai EPK Agapé Pünkösdi Gyülekezet megalakulásának. A megnyitó után a Budapest belső kerületeiben élő pünkösdi hívők csatlakozásával néhány év múlva a tagok száma 300-350 főre nőtt. Az 1934–1939 közötti évek nem csak létszámnövekedést jelentettek, hanem ez az időszak a megújulás ideje is volt: Isten Szentlelkének gazdag kiáradásáé. A gyülekezetben kezdettől fogva énekkar, zenekar, szolgált, szavalók, bizonyságtevők gazdagítottak a hétközi alkalmakat és a vasárnapi istentiszteleteket, akik közül id. Gábos Gyula, Mérész Sándor, Bodó Béla, Horváth József, özv. Révész Antalné rendszeresen írtak az Apostoli Hit című pünkösdi havilapba.
A II. világháború idején gyakorlatilag betiltották a gyülekezet istentiszteleteit, mégis az evangélikus egyház névleges felügyelete, valójában testvéri segítségnyújtása mellett zavartalanul folytathatták a gyülekezeti tagok tevékenységüket. A háború szétszórta a tagok egy részét, az imaházat is sérülés érte. A problémákon főleg svéd és amerikai pünkösdiek segítségével sikerült túl jutnia a gyülekezetnek.
Az 50-es években a gyülekezet kihalását igyekeztek elérni – sikertelenül.

### 1960–1984
Tersánszky Rudolf 1958-tól kezdődő vezetése alatt a 60-as években a tagok száma megkétszereződött. Az 1970-es években folytatódott az imaterem korszerűsítése. Felélénkült az ének- és zenei élet, az alkalmi együttesek mellett Bernhardt Gyula vezetésével 30-35 tagú énekkar és a Kisegyüttes szolgált, melyet Búth Ottó alapított és vezetett csaknem három évtizedig. Az akkori idők hithősei közül kiemelkedik Stöckler Bálint, aki 2005-ben bekövetkezett haláláig évtizedeken keresztül volt lelkipásztorok őszinte segítőtársa. Bernhardt Gyula, mint lelkes ifjúsági vezető, majd, mint igehirdető és énekkarvezető volt ismert országosan. Makovei János, Becző Vilmos, Csizmadia Erzsébet a bibliakör és ifjúsági szolgálat területén alkotott emlékezeteset.
Fábián Attila 1978-tól kezdődő lelkipásztorsága alatt – felesége aktív és áldozatos közreműködésével – a 80-as évek elején létesült Dunaharasztiban a szenvedélybetegeket utógondozó intézet, amely jelenleg is működik.

### 1985–2009
Sok más pünkösdi gyülekezethez hasonlóan a kilencvenes évek elején jelent meg az Agapé Pünkösdi Gyülekezeteben is az „új hullám”, amely igyekezett átformálni a közösségi életet. Fábián Attila hiába igyekezett egyensúlyozni a különböző irányzatok között, a 90-es évek második felétől a gyülekezet nagyrészt fiatal-középkorú derékhada más gyülekezetekben talált lelki otthonra, 8 év lelkipásztori szolgálat után így köszönt el az addigi gyülekezeti vezető Mundrucz István is. 
Az „újjáépítés” Pataky Albert 2002. évi lelkipásztori meghívásával vette kezdetét, vezetésével letisztult az igei tanítás, megnyugodott a gyülekezet. Bérczes Lajosné Ica és Dénesné Nagy Ibolya szolgálatával megújult a bibliaköri oktatás, ifj Fábián Attila és Kapszáné Fábián Hajni a fiatalokkal való foglalkozás terén jeleskedtek. Schmélné Papp Ágnes irányításával a gyülekezet által támogatott dicsőítő csoport szolgál, a Tfirst Ernő és Gyula által vezetett kamarakórus mellett. D. Nagy András, Bérczes Lajos, Koncz Teri, Hegedűs Ildikó az Evangéliumi Pünkösdi Közösség hitéleti magazinjának, az Élő Víz-nek létrejöttében és működésében szereztek elévülhetetlen érdemeket. 10 éve működik a gyülekezeti honlap, ami mára valódi multimédiás gyülekezeti kommunikációs formává vált.

## Lelkipásztorok
Az Agapé Pünkösdi Gyülekezet lelkipásztorai:
- Tomi József – 1934–1957
- Tersánszky Rudolf – 1958–1974
- Deák József – 1974–1976
- Simonfalvy Lajos – 1976–1978
- Fábián Attila – 1978–1994
- Mundrucz István – 1994–2002
- Pataky Albert – 2002–2015
- Mihály János – 2015–2017
- Németi Zsolt - 2020-